# La Piedad (Tiziano)
La Piedad (en italiano, Pietà) es el último cuadro del maestro italiano Tiziano, acabado por Palma el Joven. Se trata de una pintura al óleo sobre lienzo, y fue pintado hacia 1573-1576, encontrándose actualmente en la Galería de la Academia, en Venecia, Italia.
Esta obra tenía como destino la tumba de Tiziano. Fue terminada por Jacopo Palma el Joven. Tradicionalmente se la ha considerado la última pintura de Tiziano. Una inscripción en la parte inferior del cuadro informa que fue acabada por Palma el Joven.
La pintura representa, sobre el fondo de un gran nicho en estilo manierista, a la Virgen María sosteniendo el cuerpo de Cristo, con la ayuda de Nicodemo de rodillas (otros autores aluden que sería José de Arimatea). La escena se enmarca en una arquitectura con un ábside encuadrado por pilastras compuestas de bloques tallados con un frontón fracturado. En la semicúpula del ábside se sitúa un ave fénix, símbolo de la resurrección.
A la izquierda, una estatua de Moisés con las tablas de la ley; a la derecha, otra de la sibila de Helesponto con la cruz. Bajo esta última figura puede verse una tabla votiva con el pintor y su hijo Horacio.
Delante de este marco estático se mueven las figuras con gran dinamismo. Junto al cuerpo muerto de Jesucristo se encuentra, arrodillado, Nicodemo. El último es probablemente un autorretrato de Tiziano, representado como si él viera la muerte próxima en el rostro de Cristo. A la izquierda, de pie y formando un triángulo ideal, está María Magdalena.
El cuerpo de Jesucristo parece brillar con luz propia, y es de color blanquecino, lo que contrasta con las figuras vestidas en tonos rojizos y oscuros.
La composición se articula en torno a dos diagonales, una que desciende desde Moisés hacia el Cristo muerto y otra que asciende desde éste hacia la esquina superior derecha, reforzada por el ángel que sostiene una antorcha, símbolo de renacimiento y vida eterna.
Los colores oscuros y suaves, y la apariencia en general inacabada, contribuyen a dar al cuadro una atmósfera espectral e inquietante.